# Аранеоморфные пауки
Аранеоморфные пауки (лат. Araneomorphae) — инфраотряд пауков (Araneae). В умеренных широтах люди чаще всего сталкиваются с пауками из этой группы. Продолжительность жизни большинства представителей — около года.

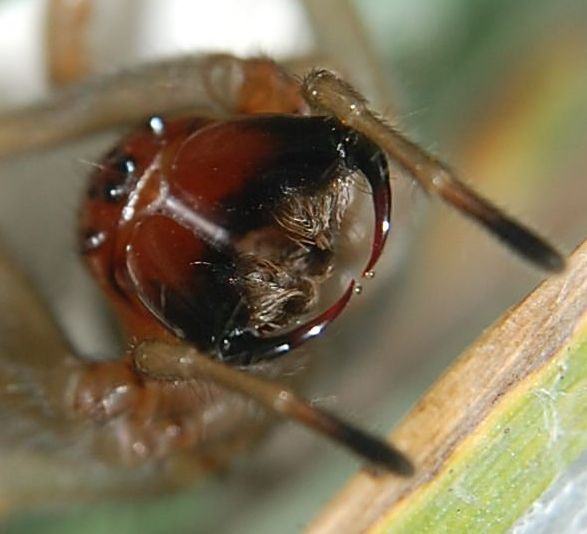
Хелицеры паука Cheiracanthium punctorium. Видно, что когтевидные членики складываются навстречу друг другу

## Строение
Хелицеры большинства аранеоморфных пауков обладают лабидогнатным строением: их вторые членики складываются в медиальном направлении — навстречу друг другу. В сравнении с ортогнатными хелицерами мигаломорфных пауков, лабидогнатные хелицеры позволяют атаковать более крупную добычу, с чем связывают большое число карликовых форм в этой группе. Представители одной из групп аранеоморфных пауков — абажуровые пауки — сохраняют примитивные ортогнатное строение хелицер и следы расчленения брюшка на сегменты.

## Таксономия
Аранеоморфных пауков разделяют на два таксона:
- Paleocribellatae — включает одно современное семейство — абажуровых пауков (Hypochilidae) с 12 видами[4][5];
- Neocribellatae — около 39 тысяч видов, объединяемых в 93 семейства[5]. Их, в свою очередь, группируют в три серии:
  - Gradunguleae — 2 семейства c 27 видами;
  - Haplogynae — 17 семейств, около 3 650 видов;
  - Entelegynae — 73 семейства, около 35 300 видов.
- incertae sedis
  - Trogloraptoridae